# 莱克塞尔环形山
莱克塞尔环形山（Lexell）是位于月球正面南部高地上的一座大型古撞击坑，约形成于39.2-38.5亿年前的酒海纪，其名称取自十八世纪俄罗斯天文学家、数学家及物理学家安德斯·约翰·莱克塞尔（Anders Johan Lexell，1704年－1784年），1935年被国际天文学联合会批准接受。

## 描述

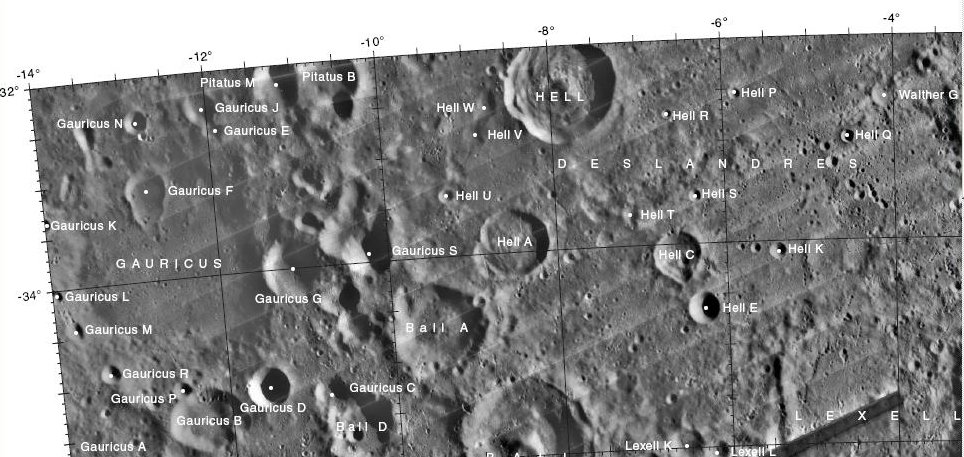
莱克塞尔环形山的周边，LAC-112 区域图。

该陨坑坐落在巨大的德朗达尔环形山东南坑壁上，西侧毗邻鲍尔陨石坑、西北靠近赫尔陨石坑、沃尔瑟环形山位于它的东北、东侧坐落着努内斯环形山，而米勒环形山和萨瑟里德斯环形山分列在它的东南和西南，南面则横亘着更大的奥龙斯环形山。该陨坑中心月面坐标为35°47′S 4°16′E / 35.78°S 4.27°E，直径63.7公里，深度约1.59公里。
莱克塞尔环形山外观呈多边形状，坑壁已明显磨损，其中东北侧几乎完全损毁，但西侧保存较完整且内壁带有阶地结构痕迹。陨坑西侧壁上显示有一座小撞击坑，而东侧壁穿过了一道宽阔的峡谷，一道切槽沿西南壁平行延伸，在这一侧也聚积了包括卫星坑“莱克塞尔 H”在内的一些小陨坑。莱克塞尔环形山的东南壁最高，其壁顶达到2400米。坑内西北地表已被熔岩重塑略显平坦，其余地区则崎岖不平，沿西北和东南内侧坡底蔓延着一些月溪，东南部分布有一些低矮的山丘和幽灵坑的残壁。

## 卫星陨石坑
按惯例，最靠近莱克塞尔环形山的卫星坑将在月图上以字母标注在它的中心点旁边。
| 莱克塞尔 | 纬度    | 经度   | 直径    |
| -------- | ------- | ------ | ------- |
| A        | 36.9° S | 1.4° W | 34 公里 |
| B        | 37.3° S | 3.4° W | 23 公里 |
| D        | 36.1° S | 0.7° W | 20 公里 |
| E        | 37.2° S | 0.4° W | 16 公里 |
| F        | 36.5° S | 5.4° W | 8 公里  |
| G        | 37.2° S | 4.9° W | 10 公里 |
| H        | 36.5° S | 4.9° W | 10 公里 |
| K        | 35.9° S | 6.4° W | 10 公里 |
| L        | 36.0° S | 6.0° W | 8 公里  |

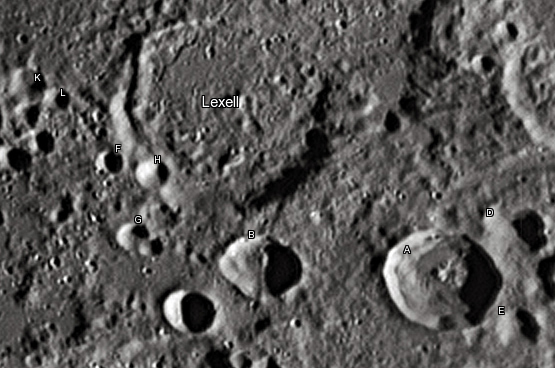
戴维·坎贝尔图片

- 卫星坑“莱克塞尔 H”约形成于32-11亿年前的爱拉托逊纪[1]。

## 另请参阅
- Wood, Chuck. . Lunar Photo of the Day. October 5, 2007  [2007-10-08]. （原始内容存档于2007-10-27）.

- Andersson, L. E.; Whitaker, E. A. . NASA RP-1097. 1982.
- Blue, Jennifer. . USGS. July 25, 2007  [2007-08-05]. （原始内容存档于2018-12-25）.
- Bussey, B.; Spudis, P. . New York: Cambridge University Press. 2004. ISBN 978-0-521-81528-4.
- Cocks, Elijah E.; Cocks, Josiah C. . Tudor Publishers. 1995. ISBN 978-0-936389-27-1.
- McDowell, Jonathan. . Jonathan's Space Report. July 15, 2007  [2007-10-24]. （原始内容存档于2018-12-25）.
- Menzel, D. H.; Minnaert, M.; Levin, B.; Dollfus, A.; Bell, B. . Space Science Reviews. 1971, 12 (2): 136–186. Bibcode:1971SSRv...12..136M. doi:10.1007/BF00171763.
- Moore, Patrick. . Sterling Publishing Co. 2001. ISBN 978-0-304-35469-6.
- Price, Fred W. . Cambridge University Press. 1988. ISBN 978-0-521-33500-3.
- Rükl, Antonín. . Kalmbach Books. 1990. ISBN 978-0-913135-17-4.
- Webb, Rev. T. W.  6th revised. Dover. 1962. ISBN 978-0-486-20917-3.
- Whitaker, Ewen A. . Cambridge University Press. 1999. ISBN 978-0-521-62248-6.
- Wlasuk, Peter T. . Springer. 2000. ISBN 978-1-85233-193-1.